# Per Kjærgaard Nielsen
Per Kjærgaard Nielsen (* 31. Januar 1955 in Aarhus) ist ein ehemaliger dänischer Segler.

## Erfolge
Per Kjærgaard Nielsen nahm an zwei Olympischen Spielen mit Peter Due in der Bootsklasse Tornado teil. 1976 belegten sie in Montreal noch den neunten Platz, ehe ihnen vier Jahre darauf bei den Olympischen Spielen 1980 in Moskau der Gewinn der Silbermedaille gelang. Mit 30,4 Punkten wurden sie hinter dem brasilianischen und vor dem schwedischen Boot Zweite. 
Bereits 1979 hatten sie auch bei den Weltmeisterschaften in Kiel den zweiten Platz erreicht.